# Afzalgarh
Afzalgarh ist eine Stadt im indischen Bundesstaat Uttar Pradesh.
Die Stadt ist Teil des Distrikts Bijnor. Afzalgarh liegt ca. 421 km nordwestlich von Lucknow und nahe der Grenze zu Uttarakhand. Afzalgarh hat den Status eines Nagar Palika Parishad. Die Stadt ist in 25 Wards gegliedert. Afzalgarh hatte am Stichtag der Volkszählung 2011 29.101 Einwohner, von denen 15.215 Männer und 13.886 Frauen waren.
Die Stadt wurde Mitte des 18. Jahrhunderts von einem örtlichen Führer namens Nawab Afzal Ali Khan gegründet, der auch ein Fort in der Gegend baute, das nach dem Indischen Aufstand von 1857 demontiert wurde.